# Groupama–FDJ

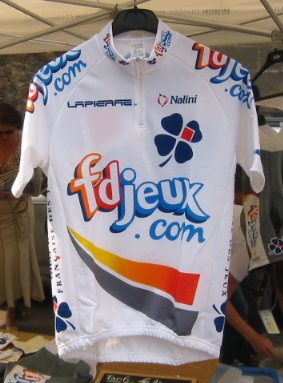
FDjeux tävlingströja

Groupama–FDJ är ett cykelstall från Frankrike. Laget styrs av Marc Madiot och tillhör UCI World Tour. Stallet har mestadels cyklister från Frankrike, men australienska och nordiska cyklister har visat sig framgångsrika. Baden Cooke, Bradley McGee och Philippe Gilbert har bland annat haft framgångsrika år i det franska stallet.
Sponsorn Française des jeux är Frankrikes största spelföretag. De började sponsra laget 1997. Mellan 2003 och 2004 hette laget FdJeux.com men bytte sedan tillbaka till Française des Jeux. I mitten av 2010 bytte laget namn igen till FDJ.
Stallet kontrakterar ofta unga cyklister som sedan har fått utvecklats utan pressen att göra resultat från första stund. De mer erfarna cyklisterna har därmed fått ta ett större ansvar.

## Det första året
La Française des Jeux styrdes redan från början av den tidigare franska cyklisten Marc Madiot som har vunnit Paris-Roubaix 1985 och 1991. Redan 1995 hade Madiot och La Française des Jeux samtalat om ett möjligt cykelstall, men det var först två år senare som det fungerade finansiellt. Det var tänkt att det franska spelföretaget skulle sponsra laget i ungefär tre år, med en årlig budget på 25 till 30.000.000 franska francs. La Française des Jeux hade ett bra år när de startade 1997. Laget vann den dåvarande världscupen efter segrar av Frédéric Guesdon, som vann Paris-Roubaix och Davide Rebellins vinster i Clásica de San Sebastián och Zürich Grand Prix. Laget tog också hem segern i franska cupen, vilket de också gjorde 1999 och 2005.

## Historia
Trots att stallet mest har franska cyklister i laguppställningen har det ofta varit de utländska cyklisterna som varit de stora stjärnorna, till exempel Davide Rebellin, Baden Cooke, Bernhard Eisel, Bradley McGee ou Philippe Gilbert. Fyra svenskar cyklister har kört i FDJ under årens lopp, dessa är Thomas Löfkvist, Gustav Larsson, Johan Lindgren och Tobias Ludvigsson.
Under Tour de France 2003 vann stallets cyklist Bradley McGee prologen och bar den gula ledartröjan under några dagar. I slutet av tävlingen blev spurtare Baden Cooke vinnare av den gröna poängtröjan. 
Under Tour de France 2006 bar Benoît Vaugrenard den vita ungdomströjan under de två första etapperna. Samma år vann också stallets cyklist Frédéric Guesdon Paris-Tours, ett endagslopp som tillhörde UCI ProTour.
Tropicale Amissa Bongo, ett lopp i Gabon, hade vunnits av La Française des Jeux-cyklister sedan den första upplagan 2006, men säsongen 2010 tog de inte segern i det loppet. I stället fick de sina första segrar på Tour Méditerranéen, där Jaŭhen Hutarovitj och Jussi Veikkanen vann etapper. Christophe Le Mevel tog totalsegern i Tour du Haut-Var efter att ha vunnit en av de tuffaste etapperna. Benoit Vaugrenard lyckas ta två fina etappresultat under Tirreno-Adriatico. Under Tour de France 2010, vann Sandy Casar en etapp och Jauhen Hutarovitj tog en etappseger i Spanien runt.
Sedan de tre första åren har La Française des Jeux förnyat sitt kontrakt med stallet flera gånger. La Française des Jeux har sagt att de ska sponsra laget till åtminstone 2014, och ha en budget på cirka 7 miljoner euro. Inför säsongen 2012 fick FDJ vet att de skulle tillhöra UCI World Tour under året. Sedan början av säsongen har det franska spelbolaget FDJ fått sällskap av Big Mat, ett företag som är stora inom bygghandeln, som sponsorer av stallet. Big Mat har tidigare varit huvudsponsor av cykelstall i två omgångar men valde den här gången att gå in och sponsra ett stall i den högre divisionen, World Tour. Med den nya sponsorn ökade lagets sin budget med runt 2 miljoner euro. Under året fick Sandy Casar och Pierrick Fedrigo, båda med etappsegrar på Tour de France, ta ett stort ansvar. Lagets äldsta cyklist Frédéric Guesdon, 41 år, som bland annat vunnit Paris-Roubaix och Paris-Tours, avslutade sin karriär efter Paris-Roubaix samma år. Hans sista månader som professionell blev inte som han hade tänkt sig eftersom han bröt höften under Tour Down Under i januari, men avslutade ändå sin karriär efter att ha korsat mållinjen i Roubaix.

## Laguppställning

### 2017
| Laguppställning 2017                     | Laguppställning 2017 | Laguppställning 2017              | Laguppställning 2017 |
| Namn                                     | Födelsedatum         | Tidigare lag                      |                      |
| ---------------------------------------- | -------------------- | --------------------------------- | -------------------- |
| William Bonnet                           | 25 juni 1982         | BBox Bouygues Telecom (2010)      |                      |
| Davide Cimolai                           | 13 augusti 1989      | Lampre-Merida (2016)              |                      |
| Arnaud Courteille                        | 13 mars 1989         | UC Nantes Atlantique (2010)       |                      |
| Mickaël Delage                           | 6 augusti 1985       | Omega Pharma-Lotto (2010)         |                      |
| Arnaud Démare                            | 26 augusti 1991      | CC Nogent-sur-Oise (2011)         |                      |
| Odd Christian Eiking                     | 28 december 1994     | Joker (2015)                      |                      |
| Marc Fournier (cyklist)                  | 12 november 1994     | CC Nogent-sur-Oise (2015)         |                      |
| David Gaudu                              | 10 oktober 1996      | Côtes d'Armor-Marie Morin (2016)  |                      |
| Jacopo Guarnieri                         | 14 augusti 1987      | Katusha (2016)                    |                      |
| Daniel Hoelgaard                         | 1 juli 1993          | Joker (2015)                      |                      |
| Ignatas Konovalovas                      | 8 december 1985      | Marseille 13 KTM (2015)           |                      |
| Matthieu Ladagnous                       | 12 december 1984     | Entente Sud Gascogne (2005)       |                      |
| Johan Le Bon                             | 3 oktober 1990       | Bretagne-Schuller (2012)          |                      |
| Olivier Le Gac                           | 27 augusti 1993      | BIC 2000 (2014)                   |                      |
| Tobias Ludvigsson                        | 22 februari 1991     | Giant-Alpecin (2016)              |                      |
| Jérémy Maison                            | 21 juli 1993         | Club Cycliste d'Étupes (2015)     |                      |
| Lorrenzo Manzin                          | 26 juli 1994         | UC Nantes Atlantique (2014)       |                      |
| Rudy Molard                              | 17 september 1989    | Cofidis, Solutions Crédits (2016) |                      |
| Steve Morabito                           | 30 januari 1983      | BMC Racing Team (2014)            |                      |
| Cédric Pineau                            | 8 maj 1985           | Roubaix Lille Métropole (2010)    |                      |
| Thibaut Pinot                            | 29 maj 1990          | Club Cycliste d'Étupes (2009)     |                      |
| Sébastien Reichenbach                    | 28 maj 1989          | IAM Cycling (2015)                |                      |
| Kévin Réza                               | 18 maj 1988          | Team Europcar (2014)              |                      |
| Anthony Roux                             | 18 april 1987        | UV Aube (2007)                    |                      |
| Jérémy Roy                               | 22 juni 1983         |                                   |                      |
| Marc Sarreau                             | 10 juni 1993         | Armée de terre (2014)             |                      |
| Benoît Vaugrenard                        | 5 januari 1982       |                                   |                      |
| Arthur Vichot                            | 26 november 1988     | CR4C Roanne (2009)                |                      |
| Léo Vincent                              | 6 november 1995      | Club Cycliste d'Étupes (2016)     |                      |
| Bruno Armirail (1 aug–31 dec, trainee)   | 11 april 1994        | Armée de terre (2016)             |                      |
| Valentin Madouas (1 aug–31 dec, trainee) | 12 juli 1996         | BIC 2000 (2016)                   |                      |
| Romain Seigle (1 aug–31 dec, trainee)    | 11 oktober 1994      | Club Cycliste d'Étupes (2017)     |                      |
|                                          |                      |                                   |                      |
| Källor: ProCyclingStats Cycling Quotient |                      |                                   |                      |

### 2016
| Laguppställning 2016                                      | Laguppställning 2016 | Laguppställning 2016             | Laguppställning 2016 |
| Namn                                                      | Födelsedatum         | Tidigare lag                     |                      |
| --------------------------------------------------------- | -------------------- | -------------------------------- | -------------------- |
| William Bonnet                                            | 25 juni 1982         | BBox Bouygues Telecom (2010)     |                      |
| Sébastien Chavanel                                        | 21 mars 1981         | Team Europcar (2013)             |                      |
| Arnaud Courteille                                         | 13 mars 1989         | UC Nantes Atlantique (2010)      |                      |
| Mickaël Delage                                            | 6 augusti 1985       | Omega Pharma-Lotto (2010)        |                      |
| Arnaud Démare                                             | 26 augusti 1991      | CC Nogent-sur-Oise (2011)        |                      |
| Odd Christian Eiking                                      | 28 december 1994     | Joker (2015)                     |                      |
| Kenny Elissonde                                           | 22 juli 1991         | Club Cycliste d'Étupes (2011)    |                      |
| Murilo Fischer                                            | 16 juni 1979         | Garmin-Sharp (2012)              |                      |
| Marc Fournier (cyklist)                                   | 12 november 1994     | CC Nogent-sur-Oise (2015)        |                      |
| Alexandre Geniez                                          | 16 april 1988        | Argos-Shimano (2012)             |                      |
| Daniel Hoelgaard                                          | 1 juli 1993          | Joker (2015)                     |                      |
| Ignatas Konovalovas                                       | 8 december 1985      | Marseille 13 KTM (2015)          |                      |
| Matthieu Ladagnous                                        | 12 december 1984     | Entente Sud Gascogne (2005)      |                      |
| Johan Le Bon                                              | 3 oktober 1990       | Bretagne-Schuller (2012)         |                      |
| Olivier Le Gac                                            | 27 augusti 1993      | BIC 2000 (2014)                  |                      |
| Pierre-Henri Lecuisinier                                  | 30 juni 1993         | Vendée U (2013)                  |                      |
| Jérémy Maison                                             | 21 juli 1993         | Club Cycliste d'Étupes (2015)    |                      |
| Lorrenzo Manzin                                           | 26 juli 1994         | UC Nantes Atlantique (2014)      |                      |
| Steve Morabito                                            | 30 januari 1983      | BMC Racing Team (2014)           |                      |
| Yoann Offredo                                             | 12 november 1986     | CC Nogent-sur-Oise (2007)        |                      |
| Laurent Pichon                                            | 19 juli 1986         | Bretagne-Schuller (2012)         |                      |
| Cédric Pineau                                             | 8 maj 1985           | Roubaix Lille Métropole (2010)   |                      |
| Thibaut Pinot                                             | 29 maj 1990          | Club Cycliste d'Étupes (2009)    |                      |
| Sébastien Reichenbach                                     | 28 maj 1989          | IAM Cycling (2015)               |                      |
| Kévin Réza                                                | 18 maj 1988          | Team Europcar (2014)             |                      |
| Anthony Roux                                              | 18 april 1987        | UV Aube (2007)                   |                      |
| Jérémy Roy                                                | 22 juni 1983         |                                  |                      |
| Marc Sarreau                                              | 10 juni 1993         | Armée de terre (2014)            |                      |
| Benoît Vaugrenard                                         | 5 januari 1982       |                                  |                      |
| Arthur Vichot                                             | 26 november 1988     | CR4C Roanne (2009)               |                      |
| Fabien Doubey (1 aug–31 dec, trainee)                     | 21 oktober 1993      | Club Cycliste d'Étupes (2016)    |                      |
| David Gaudu (1 aug–31 dec, trainee)                       | 10 oktober 1996      | Côtes d'Armor-Marie Morin (2016) |                      |
| Léo Vincent (1 aug–31 dec, trainee)                       | 6 november 1995      | Club Cycliste d'Étupes (2016)    |                      |
|                                                           |                      |                                  |                      |
| Källor: ProCyclingStats Cycling Quotient Cycling Archives |                      |                                  |                      |

### 2015
| Laguppställning 2015                            | Laguppställning 2015 | Laguppställning 2015           | Laguppställning 2015 |
| Namn                                            | Födelsedatum         | Tidigare lag                   |                      |
| ----------------------------------------------- | -------------------- | ------------------------------ | -------------------- |
| William Bonnet                                  | 25 juni 1982         | BBox Bouygues Telecom (2010)   |                      |
| David Boucher                                   | 17 mars 1980         | Omega Pharma-Lotto (2011)      |                      |
| Sébastien Chavanel                              | 21 mars 1981         | Team Europcar (2013)           |                      |
| Arnaud Courteille                               | 13 mars 1989         | UC Nantes Atlantique (2010)    |                      |
| Mickaël Delage                                  | 6 augusti 1985       | Omega Pharma-Lotto (2010)      |                      |
| Arnaud Démare                                   | 26 augusti 1991      | CC Nogent-sur-Oise (2011)      |                      |
| Kenny Elissonde                                 | 22 juli 1991         | Club Cycliste d'Étupes (2011)  |                      |
| Murilo Fischer                                  | 16 juni 1979         | Garmin-Sharp (2012)            |                      |
| Alexandre Geniez                                | 16 april 1988        | Argos-Shimano (2012)           |                      |
| Anthony Geslin                                  | 9 juni 1980          | Bouygues Telecom (2008)        |                      |
| Arnold Jeannesson                               | 16 januari 1986      | Caisse d'Épargne (2010)        |                      |
| Matthieu Ladagnous                              | 12 december 1984     | Entente Sud Gascogne (2005)    |                      |
| Johan Le Bon                                    | 3 oktober 1990       | Bretagne-Schuller (2012)       |                      |
| Olivier Le Gac                                  | 27 augusti 1993      | BIC 2000 (2014)                |                      |
| Pierre-Henri Lecuisinier                        | 30 juni 1993         | Vendée U (2013)                |                      |
| Lorrenzo Manzin                                 | 26 juli 1994         | UC Nantes Atlantique (2014)    |                      |
| Steve Morabito                                  | 30 januari 1983      | BMC Racing Team (2014)         |                      |
| Francis Mourey                                  | 8 december 1980      |                                |                      |
| Yoann Offredo                                   | 12 november 1986     | CC Nogent-sur-Oise (2007)      |                      |
| Laurent Pichon                                  | 19 juli 1986         | Bretagne-Schuller (2012)       |                      |
| Cédric Pineau                                   | 8 maj 1985           | Roubaix Lille Métropole (2010) |                      |
| Thibaut Pinot                                   | 29 maj 1990          | Club Cycliste d'Étupes (2009)  |                      |
| Kévin Réza                                      | 18 maj 1988          | Team Europcar (2014)           |                      |
| Anthony Roux                                    | 18 april 1987        | UV Aube (2007)                 |                      |
| Jérémy Roy                                      | 22 juni 1983         |                                |                      |
| Marc Sarreau                                    | 10 juni 1993         | Armée de terre (2014)          |                      |
| Benoît Vaugrenard                               | 5 januari 1982       |                                |                      |
| Jussi Veikkanen                                 | 29 mars 1981         | Omega Pharma-Lotto (2011)      |                      |
| Arthur Vichot                                   | 26 november 1988     | CR4C Roanne (2009)             |                      |
| Fabien Doubey (1 aug–31 dec, trainee)           | 21 oktober 1993      | Club Cycliste d'Étupes (2015)  |                      |
| Marc Fournier (cyklist) (1 aug–31 dec, trainee) | 12 november 1994     | CC Nogent-sur-Oise (2015)      |                      |
| Élie Gesbert (1 aug–31 dec, trainee)            | 1 juli 1995          | Pays de Dinan (2015)           |                      |
|                                                 |                      |                                |                      |
| Källa: ProCyclingStats                          |                      |                                |                      |

### FDJ-Big Mat 2012
| Namn               | Födelsedag | Nationalitet | Stall 2011         |
| ------------------ | ---------- | ------------ | ------------------ |
| William Bonnet     | 25.06.1982 | Frankrike    |                    |
| David Boucher      | 17.03.1980 | Frankrike    | Omega Pharma-Lotto |
| Nacer Bouhanni     | 25.07.1990 | Frankrike    |                    |
| Sandy Casar        | 02.02.1979 | Frankrike    |                    |
| Steve Chainel      | 06.09.1983 | Frankrike    |                    |
| Arnaud Courteille  | 13.03.1989 | Frankrike    |                    |
| Mickaël Delage     | 06.08.1985 | Frankrike    |                    |
| Arnaud Démare      | 26.08.1991 | Frankrike    | Neo-pro            |
| Kenny Elissonde    | 22.07.1991 | Frankrike    | Neo-pro            |
| Pierrick Fédrigo   | 30.11.1978 | Frankrike    |                    |
| Arnaud Gérard      | 06.10.1984 | Frankrike    |                    |
| Anthony Geslin     | 09.06.1980 | Frankrike    |                    |
| Frédéric Guesdon   | 14.10.1971 | Frankrike    |                    |
| Jaŭhen Hutarovitj  | 29.11.1983 | Belarus      |                    |
| Arnold Jeannesson  | 15.01.1986 | Frankrike    |                    |
| Matthieu Ladagnous | 12.12.1984 | Frankrike    |                    |
| Francis Mourey     | 08.12.1980 | Frankrike    |                    |
| Yoann Offredo      | 12.11.1986 | Frankrike    |                    |
| Rémi Pauriol       | 04.04.1982 | Frankrike    |                    |
| Cédric Pineau      | 08.05.1985 | Frankrike    |                    |
| Thibaut Pinot      | 29.05.1990 | Frankrike    |                    |
| Gabriel Rasch      | 08.04.1976 | Norge        | Garmin-Cervélo     |
| Dominique Rollin   | 29.10.1982 | Kanada       |                    |
| Anthony Roux       | 18.04.1987 | Frankrike    |                    |
| Jérémy Roy         | 22.06.1983 | Frankrike    |                    |
| Geoffrey Soupe     | 22.03.1988 | Frankrike    |                    |
| Benoît Vaugrenard  | 05.01.1982 | Frankrike    |                    |
| Jussi Veikkanen    | 29.03.1981 | Finland      | Omega Pharma-Lotto |
| Arthur Vichot      | 26.11.1988 | Frankrike    |                    |